# Рані Яйя
Ра́ні Ама́д Я́йя (порт. Rany Ahmad Yahya; *12 вересня 1984, Бразиліа, Бразилія) — бразильський спортсмен, професійний греплер, борець бразильського дзюдзюцу і боєць змішаного стилю. Чемпіон світу греплінгу у легкій ваговій категорії за версією ADCC (2007 рік). Триразовий чемпіон світу з бразильського дзюдзюцу серед синіх, фіолетових та коричневих поясів у найлегшій, легшій та напівлегкій вагових категоріях за версією IBJJF.
Рані Яйя — майстер бразильського дзюдзюцу (чорний пояс, 2-й дан). Найбільших успіхів він досяг на ниві спортивних єдиноборств, де дозволено використання технік цього бойового мистецтва, зокрема у греплінгу. У 1999 – 2002 роках Яйя виступав лише у змаганнях з профільного виду, але в наприкінці 2002 року спробував сили у змішаних бойових мистецтвах, а в 2003 році — в греплінгу. Саме на цих видах спорту він зосередився у подальшому. З 2006 року Яйя виступає на найвищому рівні у змішаних єдиноборствах: він змагався на турнірах під егідою K-1, WEC, UFC. У 2006 році він брав участь у Гран-прі K-1 «Hero's», де посів друге місце. У змішаних єдиноборствах Яйя не здобував титулів світового рівня, проте змагався за пояс чемпіона світу, а також здобув декілька значних перемог, зокрема над колишніми чемпіонами Едді Вайнлендом (у вазі до 61 кг) та Меттом Брауном (у вазі до 66 кг). У 2007 році Яйя виграв чемпіонат світу з греплінгу за версією ADCC у вазі до 66 кг. За правилами греплінгу Яйю перемагали лише два борці-чемпіони: Леонарду Віейра та Рубінс Шарліс Масіел.

## Спортивні досягнення

### Греплінг
| Рік  | Місце проведення | Подія                         | Дисципліна                      | Місце |
| ---- | ---------------- | ----------------------------- | ------------------------------- | ----- |
| 2007 | Трентон, США     | Чемпіонат світу (версія ADCC) | Греплінг, легка вага (до 66 кг) |       |
| 2005 | Лонг-Біч, США    | Чемпіонат світу (версія ADCC) | Греплінг, легка вага (до 66 кг) |       |

### Бразильське дзюдзюцу
|  |

|  |

|  |

## Спортивна статистика

### Змішані бойові мистецтва
| Результат   | Противник         | Вага     | Спосіб                                   | Раунд | Час  | Дата              | Місце                    | Подія                                         | Примітки                                                                   |
| ----------- | ----------------- | -------- | ---------------------------------------- | ----- | ---- | ----------------- | ------------------------ | --------------------------------------------- | -------------------------------------------------------------------------- |
| Не відбувся | Джон Бедфорд      | 57-61 кг | Рішення суддів (одностайне)              | 1     | 0:39 | 11 квітня 2014    | Абу-Дабі, ОАЕ            | «UFC Fight Night 40»                          | Мало місце неумисне зіткнення головами. Бій визнано таким, що не відбувся. |
| Поразка     | Том Нійнімякі     | 61-66 кг | Рішення суддів (роздільне)               | 3     | 5:00 | 30 листопада 2013 | Лас-Вегас, США           | «The Ultimate Fighter 18 Finale»              |                                                                            |
| Перемога    | Джош Клоптон      | 61-66 кг | Рішення суддів (одностайне)              | 3     | 5:00 | 3 серпня 2013     | Ріо-де-Жанейро, Бразилія | «UFC 163»                                     |                                                                            |
| Перемога    | Мідзуто Хірота    | 61-66 кг | Рішення суддів (одностайне)              | 3     | 5:00 | 3 березня 2013    | Сайтама, Японія          | «UFC on Fuel TV 8»                            |                                                                            |
| Перемога    | Джош Ґріспі       | 61-66 кг | Підкорення (задушення руками)            | 1     | 3:15 | 4 серпня 2012     | Лос-Анджелес, США        | «UFC on Fox: Shogun vs. Vera»                 |                                                                            |
| Поразка     | Чед Мендес        | 61-66 кг | Рішення суддів (одностайне)              | 3     | 5:00 | 6 серпня 2011     | Лос-Анджелес, США        | «UFC 133»                                     |                                                                            |
| Перемога    | Майк Браун        | 61-66 кг | Рішення суддів (одностайне)              | 3     | 5:00 | 22 листопада 2011 | Форт Худ, США            | «UFC: Fight For The Troops 2»                 |                                                                            |
| Поразка     | Такея Мідзуґакі   | 57-61 кг | Рішення суддів (одностайне)              | 3     | 5:00 | 24 квітня 2010    | Сакраменто, США          | «WEC 48»                                      |                                                                            |
| Поразка     | Джозеф Бенавідес  | 57-61 кг | Технічний нокаут (удари руками)          | 1     | 1:35 | 19 грудня 2009    | Лас-Вегас, США           | «WEC 45»                                      |                                                                            |
| Перемога    | Джон Хосмен       | 57-61 кг | Підкорення (задушення руками)            | 1     | 2:08 | 9 серпня 2012     | Лас-Вегас, США           | «WEC 42»                                      | Нагороджений премією «Підкорення вечора».                                  |
| Перемога    | Едді Вайнленд     | 57-61 кг | Підкорення (задушення руками)            | 1     | 1:07 | 5 квітня 2009     | Чикаго, США              | «WEC 40»                                      | Нагороджений премією «Підкорення вечора».                                  |
| Перемога    | Йосіро Маеда      | до 62 кг | Підкорення (задушення руками)            | 1     | 3:30 | 5 листопада 2008  | Голлівуд, США            | «WEC 36»                                      | Нагороджений премією «Підкорення вечора».                                  |
| Поразка     | Норіфумі Ямамото  | 57-61 кг | Технічний нокаут (удари руками і ногами) | 2     | 3:11 | 31 грудня 2007    | Осака, Японія            | «K-1 Premium 2007 Dynamite!!»                 |                                                                            |
| Поразка     | Чейз Бібі         | 57-61 кг | Рішення суддів (одностайне)              | 5     | 5:00 | 5 вересня 2007    | Лас-Вегас, США           | «WEC 30»                                      | Бій за титул чемпіона у легшій ваговій категорії.                          |
| Перемога    | Марк Хомінік      | 61-66 кг | Підкорення (задушення руками)            | 1     | 1:19 | 3 червня 2007     | Лас-Вегас, США           | «WEC 28»                                      |                                                                            |
| Перемога    | Луї Морено        | 61-66 кг | Підкорення (задушення руками)            | 1     | 0:23 | 2 березня 2007    | Лімур, США               | «WEC 28»                                      |                                                                            |
| Поразка     | Жесіас Кавалканті | до 70 кг | Підкорення (задушення руками)            | 1     | 0:39 | 9 жовтня 2006     | Йокогама, Японія         | «Hero's 7» Півфінал Гран-прі «Hero's 2006»    |                                                                            |
| Перемога    | Кадзуя Ясухіро    | до 70 кг | Підкорення (задушення руками)            | 1     | 1:08 | 5 серпня 2006     | Токіо, Японія            | «Hero's 6» Чвертьфінал Гран-прі «Hero's 2006» |                                                                            |
| Перемога    | Ебен Канесіро     |          | Підкорення (задушення руками)            | 3     |      | 20 травня 2006    | Лос-Анджелес, США        | «UAGF: Kaos on Kampus»                        |                                                                            |
| Перемога    | Рюкі Уеяма        | до 70 кг | Рішення суддів (переважне)               | 2     | 5:00 | 3 травня 2006     | Токіо, Японія            | «Hero's 6» Відкриття Гран-прі «Hero's 2006»   |                                                                            |
| Перемога    | Такумі Яно        |          | Технічне підкорення (задушення руками)   | 3     | 2:14 | 4 лютого 2006     | Токіо, Японія            | «MARS»                                        |                                                                            |
| Перемога    | Тайо Накахара     |          | Підкорення (задушення руками)            | 1     | 1:59 | 11 грудня 2005    | Токіо, Японія            | «GCM: D.O.G. 4»                               |                                                                            |
| Перемога    | Фабіу Алвіс       |          | Підкорення (задушення руками)            | 1     |      | 30 жовтня 2004    | Гояс, Бразилія           | «K-1 Brazil: Next Generation»                 |                                                                            |
| Поразка     | Фредсун Пайшан    | 61-66 кг | Рішення суддів (одностайне)              | 3     | 5:00 | 15 травня 2004    | Манаус, Бразилія         | «Jungle Fight 2»                              |                                                                            |
| Перемога    | Лусіану Сантус    |          | Підкорення (больовий прийом на руку)     |       |      | 17 квітня 2004    | Гоянія, Бразилія         | «TNT: Vale Tudo 2»                            |                                                                            |
| Перемога    | Музіла            |          | Підкорення (больовий прийом на руку)     |       |      | 17 квітня 2004    | Гоянія, Бразилія         | «TNT: Vale Tudo 2»                            |                                                                            |
| Перемога    | Фабіу Алвіс       |          | Підкорення (задушення руками)            |       |      | 17 квітня 2004    | Гоянія, Бразилія         | «TNT: Vale Tudo 2»                            |                                                                            |
| Перемога    | Жуніур Пеба       |          | Підкорення (задушення руками)            | 1     | 1:30 | 14 вересня 2002   | Гоянія, Бразилія         | «Kallifas Vale Tudo»                          |                                                                            |

### Греплінг
| Результат | Противник            | Вага     | Спосіб                               | Час   | Дата                 | Місце               | Подія       | Примітки                           |
| --------- | -------------------- | -------- | ------------------------------------ | ----- | -------------------- | ------------------- | ----------- | ---------------------------------- |
| Поразка   | Рубінс Шарліс Масіел | до 66 кг | Підкорення (больовий прийом на руку) |       | 26 – 27 вересня 2009 | Барселона, Іспанія  | «ADCC 2009» | Чемпіонат світу, півфінал.         |
| Перемога  | Джефф Гловер         | до 66 кг | Очкова перевага                      | 10:00 | 26 – 27 вересня 2009 | Барселона, Іспанія  | «ADCC 2009» | Чемпіонат світу, чвертьфінал.      |
| Перемога  | Кохей Ясумі          | до 66 кг | Підкорення (задушення руками)        |       | 26 – 27 вересня 2009 | Барселона, Іспанія  | «ADCC 2009» | Чемпіонат світу, відбірковий етап. |
| Перемога  | Леонарду Віейра      | до 66 кг | Підкорення (задушення руками)        |       | 5 – 5 травня 2007    | Трентон, США        | «ADCC 2007» | Чемпіонат світу, фінал.            |
| Перемога  | Баррет Йосіда        | до 66 кг | Очкова перевага                      | 10:00 | 5 – 5 травня 2007    | Трентон, США        | «ADCC 2007» | Чемпіонат світу, півфінал.         |
| Перемога  | Бруну Фраззату       | до 66 кг | Підкорення (задушення руками)        |       | 5 – 5 травня 2007    | Трентон, США        | «ADCC 2007» | Чемпіонат світу, чвертьфінал.      |
| Перемога  | Даррелл Мудлі        | до 66 кг | Підкорення (задушення руками)        |       | 5 – 5 травня 2007    | Трентон, США        | «ADCC 2007» | Чемпіонат світу, відбірковий етап. |
| Поразка   | Леонарду Віейра      | до 66 кг | Очкова перевага                      | 10:00 | 28 – 29 травня 2005  | Лонг-Біч, США       | «ADCC 2005» | Чемпіонат світу, фінал.            |
| Перемога  | Марсіу Фейтоза Соза  | до 66 кг | Очкова перевага                      | 10:00 | 28 – 29 травня 2005  | Лонг-Біч, США       | «ADCC 2005» | Чемпіонат світу, півфінал.         |
| Перемога  | Ваґнір Фабіану       | до 66 кг | Очкова перевага                      | 10:00 | 28 – 29 травня 2005  | Лонг-Біч, США       | «ADCC 2005» | Чемпіонат світу, чвертьфінал.      |
| Перемога  | Маріо Дельгадо       | до 66 кг | Очкова перевага                      | 10:00 | 28 – 29 травня 2005  | Лонг-Біч, США       | «ADCC 2005» | Чемпіонат світу, відбірковий етап. |
| Поразка   | Леонарду Віейра      | до 66 кг | Очкова перевага                      | 10:00 | 17 – 18 травня 2003  | Сан-Паоло, Бразилія | «ADCC 2003» | Чемпіонат світу, чвертьфінал.      |
| Перемога  | Тєему Лауніс         | до 66 кг | Очкова перевага                      | 10:00 | 17 – 18 травня 2003  | Сан-Паоло, Бразилія | «ADCC 2003» | Чемпіонат світу, чвертьфінал.      |